# Sympatetická magie

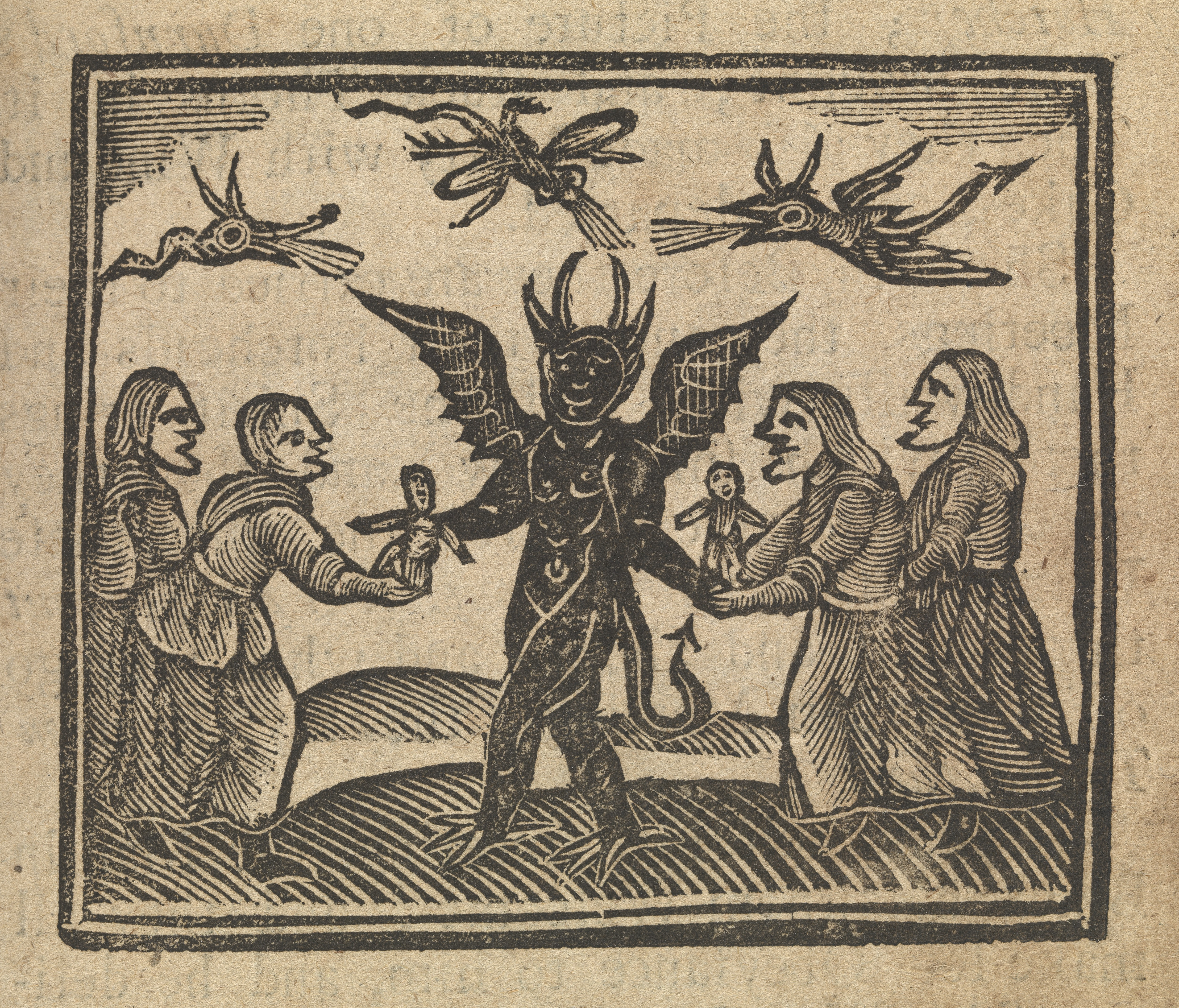
Ďábel předává čarodějnicím voskové figuríny užívané ke zlovolné magii, ilustrace k The history of witches and wizards, 1720

Sympatetická magie je forma magie založená na dvou základních principech: zákonu podobnosti, podle kterého podobné vytváří podobné a výsledek se podobá své příčině, a zákonu doteku, podle kterého věci, které byly jednou ve vzájemném styku na sebe působí i po přerušení kontaktu. Koncept byl pojmenována a popularizován antropologem Jamesem Frazerem v jeho díle Zlatá ratolest na konci 19. století, který s jeho pomocí představil svojí tezi, že magie je „vědou založenou na nesprávných předpokladech“ či pseudovědou rozšířenou především mezi předmoderními národy, ale v určité míře i mezi lidmi v moderních společnostech. Zákony sympatetické magie se netýkají pouze činnosti kouzelníků, ale mají univerzální platnost a projevují se všude v přírodě. Kromě „pozitivních“ příkazů, tedy toho co dělat aby bylo dosaženo žádaného výsledku, které Frazer označuje jako „kouzelnictví“ (sorcery), existují také příkazy negativní, týkající se toho čemu je nutné se vyhýbat, aby naopak nedošlo k výsledkům nežádaným, tedy tabu.
Pojem sympatetické magie je na počátku 21. století stále užíván a tento fenomén je chápán jako patrně nejrozšířenější z mechanismů magického myšlení. Mezi předchůdce Frazerova pojetí patří Edward Burnett Tylor, který ve svém díle hovořil o víře ve zvláštní, objektivní vztah mezi objektem a jeho vyobrazením, a o víře ve vztah objektů které byly kdysi v kontaktu. O tom, že okultní síly jsou založeny na podobnosti a kontaktu však hovořil již významný teoretik magie Agrippa von Nettesheim v 16. století, a koncept sympatetické magie tak má své zapomenuté kořeny v esoterickém prostředí.
Lingvista Roman Jakobson obě formy sympatetické magie identifikoval s dvěma základními formami přeneseného významu:
- homeopatická magie odpovídá metafoře, fenomény jsou ztotožňovány na základě podobnosti, jako u kouzla kde ubližování figuríně má ublížit jejímu předobrazu
- kontaktní magie odpovídá metonymii a synekdoše, vlastnosti části se přenáší na celek, jako u kouzla zahrnujícího spálení vlasů osoby která se má zamilovat

## Homeopatická magie

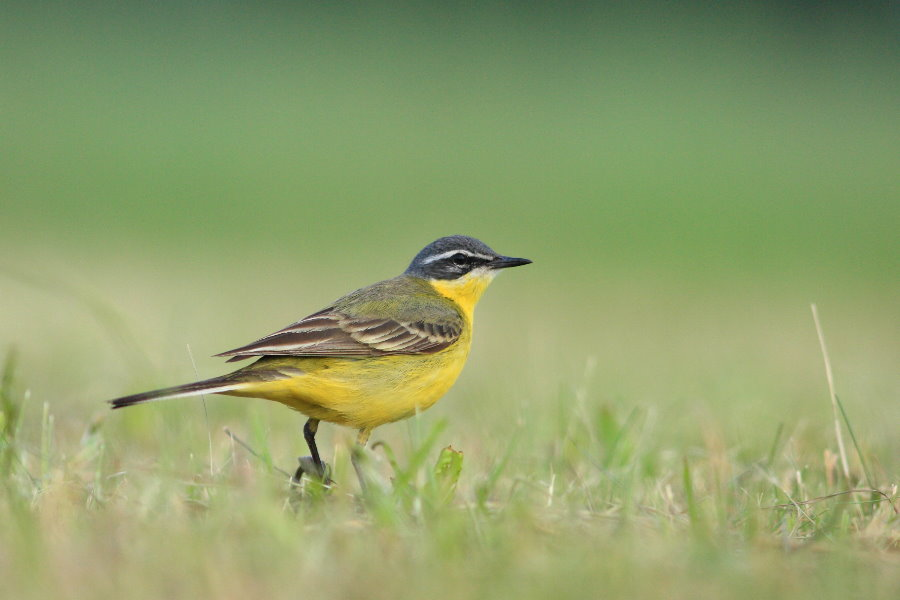
O konipasovi se kvůli jeho žlutému zabarvení traduje, že může posloužit při léčení žloutenky

Homeopatická, imitativní či mimetická magie se snaží dosáhnout výsledku jeho napodobením a Frazer jako nejtypičtější příklad uvádí celosvětové rozšířené praktiky spojené s poškozováním či ničením figurky, někdy nazývané volt, zpodobňující určitou osobu jejichž výsledkem má být její zranění či smrt. Obdobné kouzelnické techniky ale mají také sloužit k blahovolným účelům – vyvolání těhotenství, usnadnění porodu a léčení nebo přecházení nemoci. Dále sloužila k zajištění potravy, ať už prostřednictvím zajištění bohaté úrody či úspěšného lovu. Jiné praktiky zahrnovaly více úkonů – v Evropě se svíce z tuku oběšence dávala do svícnu z ruky oběšence a její zapálení mělo způsobit, že všichni kdo ji viděli měli ztuhnout jako mrtví. Na základě principů homeopatické magie byly přičítány magické vlastnosti také živočichům, rostlinám i kamenům a dalším objektům. Mezi tabu spojená s lovem patří například inuitský zákaz, aby chlapci dělali z prstů „kolíbku“ – v případě porušení by se jim v dospělosti zamotaly prsty do šňůry od harpuny. Homeopatické působení tak může překlenout velmi dlouhý časový úsek, stejně tak působí na velké vzdálenosti – v domácnosti madagaskarských válečníků, kteří byli na vojenské výpravě, bylo zakázáno zabít jakékoliv samce, jinak by byl zabit sám pán domu. Ve velkém měřítku působila magie také v čínském myšlení – vyprávělo se o tom, jak se tvar města Čchüan-čou podobal kapru, zatímco blízkého města Jung-čchun rybářské síti a tak mu často vojensky podléhalo.

## Kontaktní magie

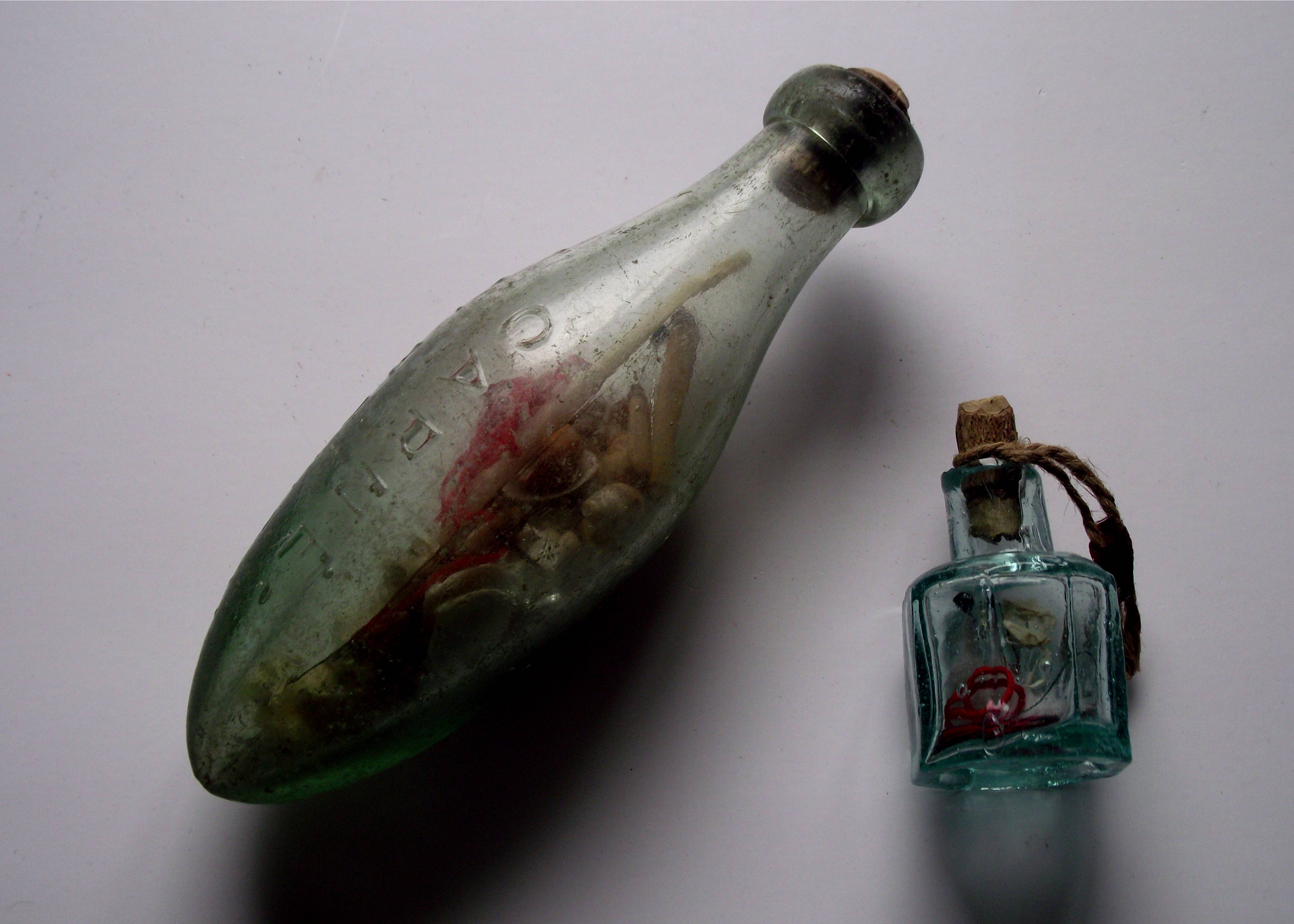
Anglické witch bottles „čarodějnické láhve“ mají obsahovat něco získané od protivníka, před kterým se majitel lahve chce chránit

V kontaktní magii to, co je učiněno s určitým předmětem, postihne i objekt, s kterým byl tento předmět kdysi ve styku. Typickou je představa, že různé oddělené části lidského těla – jako nehty, vlasy nebo krev, mohou sloužit k manipulaci s jejich původcem. To vedlo ke vzniku rozličných praktik, jak s těmito objekty nakládat, aby se lidé vyhnuli neštěstí či začarování. Stejný původ má víra v magickou moc pupeční šňůry či placenty, ve zvláštní vztah mezi zraněným člověkem a původcem rány nebo v to, že zaražení hřebíku do stopy člověka dotyčného ochromí.